# Show Me Your Soul
Show Me Your Soul är en låt skriven av Red Hot Chili Peppers 1989, den släpptes senare som singel 1990. Låten finns med på soundtracket till filmen Pretty Woman, och även med på samlingsalbumet What Hits!?.
Artikeln är, helt eller delvis, en översättning av motsvarande arikel på en:wikipedia.